# 陈金 (明朝)
陳金（1446年—1528年），字汝礪，號西軒，祖籍湖廣承宣布政使司德安府應城縣（今湖北省應城市），出生於武昌府，明朝政治人物，官至右都御史、南京戶部尚書。

## 生平
陳金出身于官宦之家。成化八年，陳金登進士，授婺源知縣，擢南京監察御史。弘治初年，出按察浙江，借災異之機彈劾文武大僚十九人，其中侍郎丁永中、南京大理卿吳道宏、南寧伯毛文等多罷去。之後升任山西按察司副使，歷任雲南左布政使，討伐平竹子箐苗族民變。弘治十三年，拜為右副都御史，巡撫雲南等地。奉詔發緬甸、幹崖、隴川、南甸諸部兵，平定孟養酋思祿與孟密酋思揲等叛變，隨後攻破貴州米魯等叛變，晋升為南京戶部右侍郎。
正德元年，給事中周璽等彈劾陳金不稱職，明武宗不予追問。陳金以母老乞求歸鄉，不予批准。之後以右副都御史，總督兩廣軍務。當時內臣韋霦等建議，請求輸兩廣各司所貯銀於京師。陳金上疏稱不可，詔留二十余萬。當時，馬平、洛容僮族民變猖狂，陳金率領總兵官毛銳發兵十三萬征討，俘虜斬獲七千餘人，晋升為左都御史。陳金認為苗民喜愛魚鹽，可以用其為計約束。於是命百姓與苗民互市，改峽名為永通。然而，苗民性貪而黠，最初表面接受約束，但不久仍然殺掠不止。潯州人紛紛稱陳金失計。
正德三年，升任南京戶部尚書。次年冬，召為左都御史，但因母喪歸養。正德六年，江西盜亂爆發。武宗命陳金擔任故官，總制軍務。南畿、浙江、福建、廣東、湖廣文武將吏均歸其節制，許其便宜從事，都指揮以下不聽命者均可施刑斬殺。當時，撫州有東鄉賊王鈺五、徐仰三、傅傑一、揭端三等；南昌則有姚源賊汪澄二、王浩八、殷勇十、洪瑞七等；瑞州則華林賊羅光權、陳福一等；而贛州大帽山賊何積欽等又起。官軍累年無法攻克，陳金認為其屬郡兵不足用，奏請調用廣西狼兵。次年二月，連續攻克東鄉、姚源、華林、大帽山等，半年之內，剿賊幾盡。隨後請在東鄉立縣，并成立萬年縣，招降百姓。隨後加太子少保，蔭子錦衣世百戶。
陳金屢次攻破賊寨，但所用士兵均貪殘嗜殺，其，剽掠甚至超過叛軍。百姓民謠稱「土賊猶可，土兵殺我。」陳金雖然知百姓之患，但卻仰賴土兵，於是不禁止。他又不能持廉，軍資頗私入。所以雖然功勞很多，百姓仍然深怨他。后因攻打姚源賊時，作戰失策，被給事中黎奭及兩京言官彈劾，於是被召回，改以俞諫繼任，陳金遂請終喪去。
正德十年，再次起用擔任兩廣總督。當時府江賊王公珣叛亂，陳金集諸道兵偕總兵官郭勛等分六路討伐平定。后加少保、太子太保。正德十二年，许可佛朗機人进入广州，不久命令驱逐该批人物。正德十四年，掌都察院事。明世宗即位后，請老歸鄉。

## 家族
祖父陳坦，夔州知府。父陳琳，官至廣西僉事。